# Auchenipterus nuchalis
Auchenipterus nuchalis es una especie de pez de la familia Auchenipteridae en el orden de los Siluriformes.

## Morfología
• Los machos pueden llegar alcanzar los 15,4 cm de longitud total.

## Alimentación
Come peces

## Hábitat
Vive en áreas de clima tropical entre los 20 y los 22 °C de temperatura.

## Distribución geográfica
Se encuentran en Sudamérica:  cuenca del río Amazonas